# (525258) 2004 VT75
(525258) 2004 VT75 est un objet transneptunien du groupe des plutinos.

## Caractéristiques
(525258) 2004 VT75 mesure environ 245 km de diamètre.